# 徐文通
徐文通（1512年—？），字汝思，浙江金華府永康縣人，匠籍，明朝政治人物。

## 生平
嘉靖十三年（1534年）甲午科浙江鄉試第二十四名舉人。嘉靖二十三年（1544年）中式甲辰科會試第二百十二名，登第二甲第四十四名進士。歷官刑部郎中，二十九年十二月四川恤刑。

## 家族
曾祖徐得晟；祖父徐恪；父徐時，縣丞。母孫氏。具庆下。弟文述。